# Municípios da Bolívia
Municípios na Bolivia são divisões administrativas de todo o território nacional regido por eleições locais. Municípios são o terceiro nível de divisões administrativas, abaixo de departamentos e províncias. Algumas das províncias consistem em apenas um município. Nestes casos, os municípios são idênticos às províncias a que pertencem.

## História da governança
Municípios na Bolívia são liderados por um prefeito, um cargo executivo. Prefeitos eram nomeados pelo governo nacional 1878-1942 e de 1949 a 1987. As eleições locais foram realizadas sob o código municipal de 1942, que esteve em vigor até 1991. A Lei Orgânica dos Municípios de 1985 restaurou eleições locais para prefeito e criou um corpo legislativo, e o conselho municipal.
Em 1994, todo o território da Bolívia foi incorporado os municípios, onde anteriormente apenas as áreas urbanas eram organizadas como municípios. Como efeito da  descentralização por meio Lei de Participação Popular de 1994, o número de municípios na Bolívia aumentou de vinte e quatro (em 1994) para 327 (em 2005), a 337 (no momento das   eleições de 2010), a 339 (em agosto de 2010). dos 327 municípios existentes após 2005, 187 são habitados principalmente por populações de indígenas; 184 destes estão localizados nos cinco departamentos andinos, com os três restantes no departamento de Santa Cruz. Novos municípios devem ter pelo menos 10.000 habitantes, ou 5.000 no caso de áreas de fronteira.

## Lista de municípios

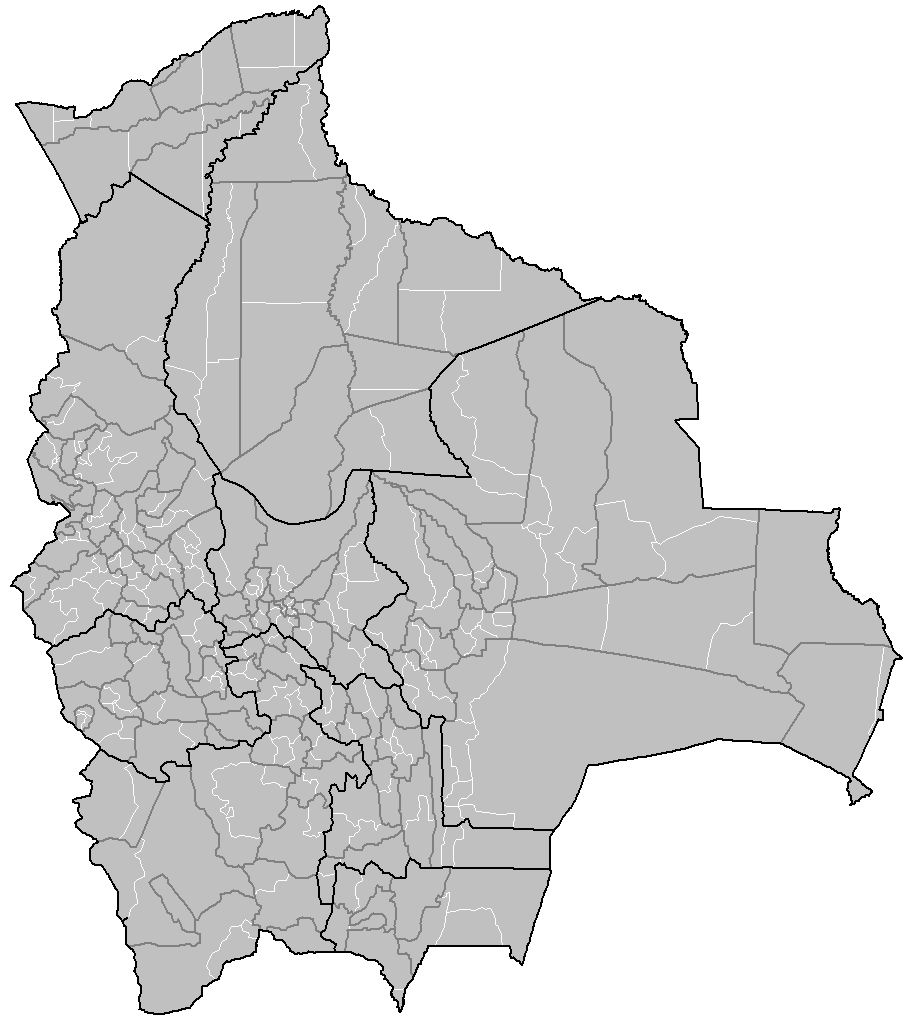
Municípios da Bolívia

Os municípios são os seguintes ordenados por departamento:

### Beni
- Baures
- Exaltación
- Guayaramerín
- Huacaraje
- Loreto
- Magdalena
- Puerto Siles
- Reyes
- Riberalta
- Rurrenabaque
- San Andrés
- San Borja
- San Ignacio
- San Javier
- San Joaquín
- San Ramón
- Santa Ana
- Santa Rosa
- Trinidad

### Cochabamba
- Aiquile (município)
- Alalay (município)
- Anzaldo (município)
- Arani (município)
- Arbieto (município)
- Arque (município)
- Ayopaya (município)
- Bolívar (município de Cochabamba)
- Capinota (município)
- Chimoré (município)
- Cliza (município)
- Cocapata (município)
- Cochabamba (município)
- Colcapirhua (município)
- Colomi (município)
- Cuchumuela (município)
- Entre Ríos (município de Cochabamba)
- Mizque (município)
- Morochata (município)
- Município de Muela
- Omereque (município)
- Pasorapa (município)
- Pocona (município)
- Pojo (município)
- Puerto Villarroel (município)
- Punata (município)
- Quillacollo (município)
- Sacaba (município)
- Sacabamba (município)
- San Benito (município)
- Santivañez (município)
- Shinahota (município) / Município de Shinaota / Município de Sinahota
- Sicaya (município)
- Sipe Sipe (município)
- Tacachi (município)
- Tacopaya (município)
- Tapacarí (município)
- Tarata (município)
- Tiquipaya (município)
- Tiraque (município)
- Toco (município)
- Tolata (município)
- Totora (município)
- Município de Tunari
- Vacas (município)
- Vila Vila (município)
- Vinto (município)

### Chuquisaca
- Azurduy (município)
- Camargo (município de Chuquisaca)
- Culpina (município)
- El Villar (município)
- Huacareta (município)
- Huacaya (município)
- Icla (município)
- Incahuasi (município)
- Mojocoya (município)
- Camataqui (município)
- Las Carreras (município)
- Macharetí (município)
- Monteagudo (município)
- Município de Padilla
- Poroma (município)
- Presto (município)
- Município de San Lucas
- Sopachuy (município)
- Sucre (município da Bolívia)
- Tarabuco (município)
- Tomina (município)
- Villa Alcalá (município)
- Villa Charcas (município)
- Villa Serrano (município)
- Villa Vaca Guzmán (município)
- Villa Zudañez (município)
- Tarvita (município)
- Yotala (município)
- Yamparáez (município)

### La Paz
- Achacachi (município)
- Achocalla (município)
- Alto Beni (município)
- Ancoraimes (município)
- Apolo (município)
- Aucapata (município)
- Ayata (município)
- Ayo Ayo (município)
- Batallas (município)
- Cairoma (município)
- Cajuata (município)
- Calacoto (município)
- Calamarca (município)
- Caquiaviri (município)
- Caranavi (município)
- Catacora (município)
- Chacarilla (município)
- Charaña (município)
- Chúa Cocani (município)
- Chulumani (município)
- Chuma (município)
- Collana (município)
- Colquencha (município)
- Colquiri (município)
- Comanche (município)
- Combaya (município)
- Copacabana (município de La Paz)
- Coripata (município)
- Coro Coro (município)
- Coroico (município)
- Curva (município)
- Desaguadero (município)
- El Alto (município de La Paz)
- Escoma (município)
- General Juan José Pérez (município)
- Guanay (município)
- Guaqui (município)
- Huatajata (município)
- Huarina (município)
- Humanata (município)
- Ichoca (município)
- Inquisivi (município)
- Irupana (município)
- Ixiamas (município)
- La Asunta (município)
- Município de La Paz
- Laja (município)
- Licoma Pampa (município)
- Luribay (município)
- Malla (município)
- Mecapaca (município)
- Mocomoco (município)
- Nazacara de Pacajes (município)
- Palca (município)
- Palos Blancos (município)
- Papel Pampa (município)
- Patacamaya (município)
- Pelechuco (município)
- Pucarani (município)
- Puerto Acosta (município)
- Puerto Carabuco (município)
- Puerto Pérez (município)
- Quiabaya (município)
- Quime (município)
- San Buenaventura (município de La Paz)
- San Pedro de Curahuara (município)
- San Pedro de Tiquina (município)
- Santiago de Callapa (município)
- Santiago de Huata (município)
- Santiago de Machaca (município)
- Sapahaqui (município)
- Sica Sica (município)
- Sorata (município)
- Tacacoma (município)
- Tiwanaku (município)
- Tipuani (município)
- Tito Yupanqui (município)
- Umala (município)
- Viacha (município)
- Waldo Ballivián (município)
- Yaco (município)
- Yanacachi (município)

### Oruro
- Andamarca (município)
- Antequera (município)
- Belén de Andamarca (município)
- Caracollo (município)
- Carangas (município)
- Challapata (município)
- Chipaya (município)
- Choquecota (município)
- Coipasa (município)
- Corque (município)
- Cruz de Machacamarca (município)
- Curahuara de Carangas (município)
- El Choro (município)
- Escara (município)
- Esmeralda (município)
- Eucaliptus (município)
- Huachacalla (município)
- Huanuni (município)
- Huayllamarca (município)
- La Rivera (município)
- Machacamarca (município)
- Oruro (município)
- Pampa Aullagas (município)
- Pazña (município)
- Sabaya (município)
- Salinas de Garci Mendoza (município)
- Santiago de Huari (município)
- Santuario de Quillacas (município)
- Todos Santos (município)
- Município de Toledo
- Totora (município de Oruro)
- Turco (município)
- Poopó (município)
- Yunguyo del Litoral (município)

### Pando
- Bella Flor (município)
- Bolpebra (município)
- Cobija (município)
- Filadelfia (município)
- Ingavi (município)
- Nueva Esperanza (município)
- Porvenir (município)
- Puerto Gonzalo Moreno (município)
- Puerto Rico (município)
- San Lorenzo (município de Pando)
- San Pedro (município de Pando)
- Santa Rosa del Abuná (município)
- Santos Mercado (município)
- Sena (município)
- Villa Nueva (município)

### Potosí
- Acasio (município)
- Arampampa (município)
- Atocha (município)
- Betanzos (município)
- Caiza "D" (município)
- Ckochas (município) / Município de Cochas
- Caripuyo (município)
- Chaquí (município)
- Chayanta (município)
- Chuquihuta (município) / Chuquihuta Ayllu Jucumani
- Colcha "K" (município)
- Colquechaca (município)
- Cotagaita (município)
- Llallagua (município)
- Llica (município)
- Mojinete (município)
- Ocurí (município)
- Pocoata (município)
- Porco (município)
- Potosí (município)
- Puna (município)
- Ravelo (município)
- Sacaca (município)
- San Agustín (município)
- San Antonio de Esmoruco (município)
- San Pablo de Lípez (município)
- San Pedro de Buena Vista (município)
- San Pedro de Quemes (município)
- Tacobamba (município)
- Tahua (município)
- Tinguipaya (município)
- Tomave (município)
- Toro Toro (município)
- Tupiza (município)
- Uncía (município)
- Urmiri (município)
- Uyuni (município)
- Villazón (município)
- Vitichi (município)
- Yocalla (município)

### Santa Cruz
- Ascensión de Guarayos (município)
- Ayacucho (município de Santa Cruz) / Município Porongo
- Boyuibe (município)
- Buena Vista (município)
- Cabezas (município)
- Camiri (município)
- Charagua (município)
- Comarapa (município)
- Concepción (município)
- Cotoca (município)
- Cuevo (município)
- El Puente (município de Santa Cruz)
- El Torno (município)
- General Saavedra (município)
- Gutiérrez (município)
- La Guardia (município)
- Lagunillas (município de Santa Cruz)
- Mairana (município)
- Mineros (município)
- Montero (município)
- Moro Moro (município)
- Okinawa (município)
- Pailón (município)
- Pampa Grande (município)
- Portachuelo (município)
- Postrer Valle (município)
- Pucara (município)
- Puerto Quijarro (município)
- Puerto Suarez (município)
- Quirusillas (município)
- Roboré (município)
- Saipina (município)
- Samaipata (município)
- San Antonio del Lomerío (município)
- San Carlos (município de Santa Cruz)
- San Ignacio (município de Santa Cruz)
- San Javier (município de Santa Cruz)
- Município de San José
- San Julián (município)
- San Matías (município)
- San Miguel (município)
- San Rafael (município de Santa Cruz)
- San Ramón (município de Santa Cruz)
- Santa Cruz (município de Santa Cruz) / Município de Santa Cruz de la Sierra
- Santa Rosa del Sara (município)
- Trigal (município)
- Urubichá (município)
- Vallegrande (município) / Município de Valle Grande
- Warnes (município)
- Yapacaní (município)

### Tarija
- Bermejo (município)
- Caraparí (município)
- El Puente (município de Tarija)
- Entre Ríos (município de Tarija)
- Padcaya (município)
- San Lorenzo (município de Tarija)
- Tarija (município)
- Uriondo (município)
- Villamontes (município)
- Yacuiba (município)
- Yunchará (município)